# Emilie Knappert
Emilie Charlotte Knappert (Schiedam, 15 juni 1860 - Santpoort, 22 september 1952) was een pionier in Nederland op het gebied van het volksontwikkelingswerk en het maatschappelijk werk.

## Leven en werk
Knappert werd in 1860 in Schiedam geboren als dochter van de jeneverstoker en latere bankdirecteur Adrianus Knappert en Arnolda Antonia Knappert. Na het behalen van de MO-akte Frans werd zij in 1882 lerares aan een meisjeskostschool. Zij kwam uit een vrijzinnig liberaal milieu en had interesse voor religieuze zaken. 
Na een opleiding tot godsdienstlerares was zij van 1886 tot 1898 godsdienstonderwijzeres in Leiden. Zij verdiepte zich in de sociale kwestie en raakte geïnteresseerd in de ideeën van het Engelse toynbeewerk. In Engeland was in de Toynbee Hall een gemeenschapshuis gesticht, dat tot doel had vorming en ontspanning te bieden aan de arbeidende bevolking. In navolging van dit Engelse voorbeeld ontstonden ook in Nederland zogenaamde volkshuizen.  
In 1894 realiseerde Knappert het wijkgebouw "Geloof, Hoop en Liefde" in een Leidse arbeidersbuurt nabij de plaatselijke katoenfabriek. Door haar contacten met de stichtster van "Ons Huis" in Amsterdam, Hélène Mercier, en de filantroop Peter Wilhelm Janssen lukte het Knappert om ook in Leiden een volkshuis te stichten. Op 22 oktober 1899 werd zodoende het Leidse Volkshuis geopend. Knappert werd de eerste directrice van dit gemeenschapshuis. In 1909 begon zij met het opzetten van vakantieactiviteiten, eerst voor fabrieksmeisjes. Als buitenaccommodaties voor dit werk dienden "De Hoorneboeg" bij Hilversum en "De Vonk" in Noordwijkerhout. Voor jongens werden afzonderlijke kampen georganiseerd onder meer in Nunspeet. 
Knappert legde in haar werk het accent op de geestelijke ontwikkeling van de deelnemers door kunstzinnige vorming en natuureducatie. Zij voerde het lentefeest in, dat in andere volkshuizen werd overgenomen. Zij was ook betrokken bij de oprichting van de school voor maatschappelijk werk in Amsterdam, de latere sociale academie. Van 1915 tot 1926 was zij directrice van deze opleiding. Knappert onderhield nauwe banden met de Arbeiders Gemeenschap der Woodbrookers. Zij verzorgde spreekbeurten en werd buitengewoon lid. Van een bewogen progressief liberaal werd ze in de loop van haar leven een religieus socialiste. In 1937 droeg zij haar bezit over aan de Woodbrookers. Ook speelde zij een actieve rol in de in 1928 opgerichte Nederlandse Bond van Volkshuizen. Van 1916 tot 1936 was zij - samen met Annie Salomons - redactrice van het tijdschrift "Leven en Werken"
Knappert verbleef de laatste jaren van haar leven in het Woodbrookerscentrum in Bentveld. Zij overleed in september 1952 op 92-jarige leeftijd in Santpoort. Zij werd gecremeerd in het crematorium Westerveld te Velsen. Prof. Willem Banning hield een herdenkingstoespraak. In Leiden werden een straat en een school voor voortgezet onderwijs naar haar genoemd.

## Bibliografie

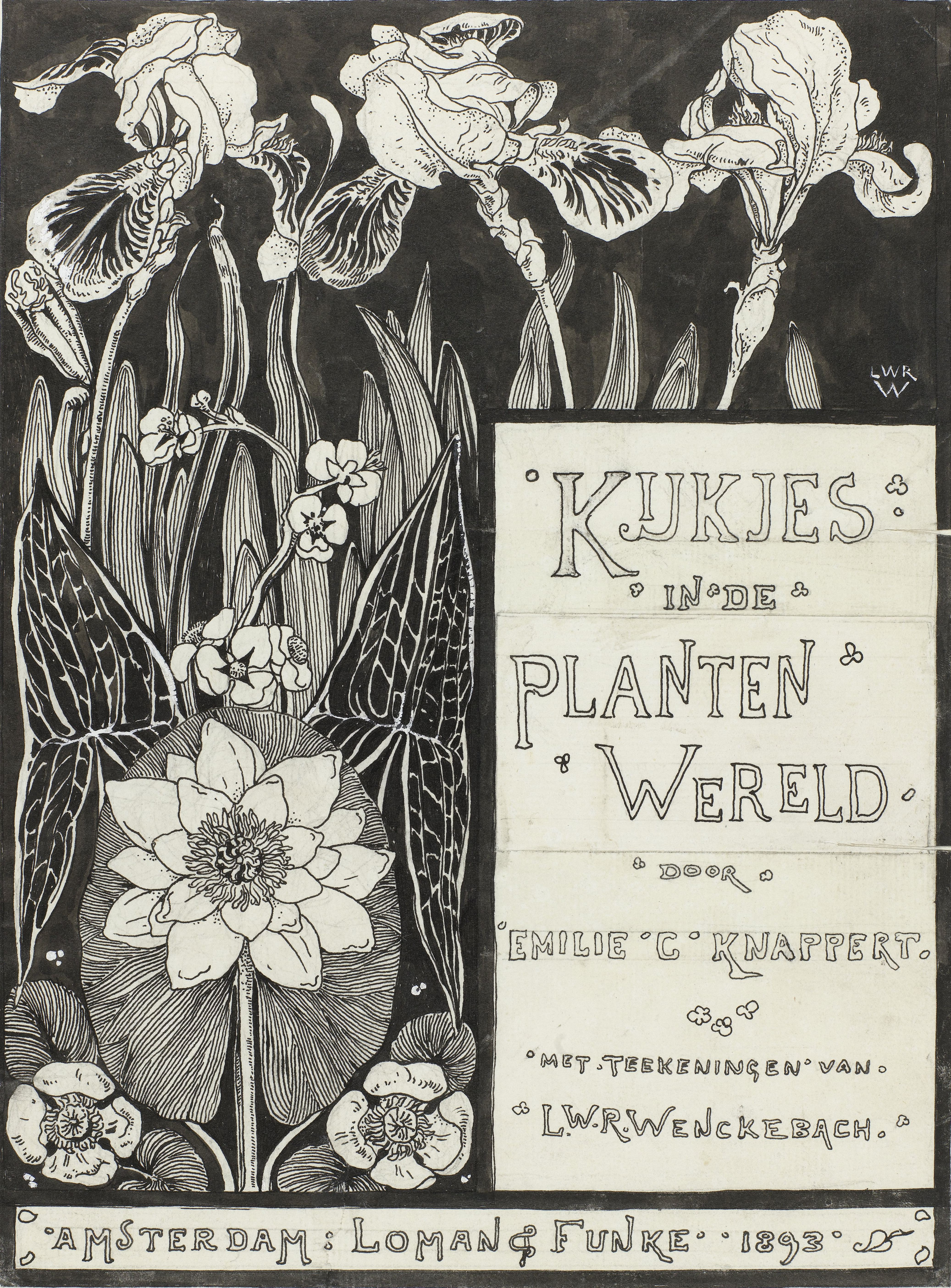
Boekband-ontwerp (1893) van Willem Wenckebach